# راؤول ماركو
راؤول ماركو (بالفرنسية: Raoul Marco)‏ هو ممثل فرنسي، ولد في 22 نوفمبر 1892 بالدائرة الثامنة عشرة في باريس في فرنسا، وتوفي في 3 أبريل 1971 بالدائرة الرابعة عشرة في باريس في فرنسا.

## وصلات خارجية
- راؤول ماركو على موقع IMDb (الإنجليزية)
- راؤول ماركو على موقع أول موفي (الإنجليزية)